# 21570 Muralidhar
21570 Muralidhar (1998 RK33) là tiểu hành tinh thuộc tiểu hành tinh vành đai chính. Nó được phát hiện ngày 14 tháng 9 năm 1998 bởi Nhóm Nghiên cứu Thiên thạch gần Trái Đất thuộc phòng thí nghiệm Lincoln ở Socorro. Thiên thạch được đặt theo tên của Vinayak Muralidhar vì được giải nhì Giải thưởng Khoa học và Kỹ thuật Intel năm 2006.